# Les Chapelles
Les Chapelles är en kommun i departementet Savoie i regionen Auvergne-Rhône-Alpes i sydöstra Frankrike. Kommunen ligger i kantonen Bourg-Saint-Maurice som tillhör arrondissementet Albertville. År 2022 hade Les Chapelles 566 invånare.

## Befolkningsutveckling
Antalet invånare i kommunen Les Chapelles
| Referens: INSEE |